# Nadia Kichenok
Nadia Kichenok (nació el 20 de julio de 1992 en Dnipropetrovsk) es una jugadora de tenis profesional ucraniana. Su mejor clasificación en la WTA fue la número 156 del mundo, que llegó el 21 de julio de 2014. Dónde ha destacado más ha sido en la disciplina de dobles, dónde ha logrado 4 títulos WTA y en enero de 2020 llegó a ser la número 32 del mundo. Ha sido ganadora de cuatro torneos individual y 26 en dobles en el circuito de la ITF. Ella es la hermana gemela de Lyudmyla Kichenok.

## Títulos WTA (9, 0+9)

### Dobles (9)
| Leyenda                                |
| -------------------------------------- |
| Grand Slam (0)                         |
| Juegos Olímpicos (0)                   |
| WTA Finals (0)                         |
| WTA Elite Trophy (1)                   |
| P. Mandatory & Premier 5, WTA 1000 (0) |
| Premier, WTA 500 (1)                   |
| International, WTA 250 (7)             |

| N.º | Fecha                    | Torneos         | Superficie    | Pareja             | Oponentes en la final                | Resultado           |
| --- | ------------------------ | --------------- | ------------- | ------------------ | ------------------------------------ | ------------------- |
| 1.  | 10 de enero de 2015      | Shenzhen        | Dura          | Lyudmyla Kichenok  | Chen Liang Yafan Wang                | 6-4, 7-6(6)         |
| 2.  | 4 de agosto de 2016      | Florianópolis   | Dura          | Lyudmyla Kichenok  | Tímea Babos Réka Luca Jani           | 6-3, 6-1            |
| 3.  | 30 de abril de 2017      | Estambul        | Tierra batida | Dalila Jakupović   | Nicole Melichar Elise Mertens        | 7-6(6), 6-2         |
| 4.  | 4 de noviembre de 2018   | Elite Trophy    | Dura (i)      | Lyudmyla Kichenok  | Shuko Aoyama Lidziya Marozava        | 6-4, 3-6, [10-7]    |
| 5.  | 18 de enero de 2020      | Hobart          | Dura          | Sania Mirza        | Shuai Peng Shuai Zhang               | 6-4, 6-4            |
| 6.  | 21 de marzo de 2021      | San Petersburgo | Dura (i)      | Ioana Raluca Olaru | Kaitlyn Christian Sabrina Santamaria | 2-6, 6-3, [10-8]    |
| 7.  | 28 de agosto de 2021     | Chicago I       | Dura          | Ioana Raluca Olaru | Lyudmyla Kichenok Makoto Ninomiya    | 7-6(6), 5-7, [10-8] |
| 8.  | 2 de octubre de 2022     | Tallin          | Dura (i)      | Lyudmyla Kichenok  | Nicole Melichar Laura Siegemund      | 7-5, 4-6, [10-7]    |
| 9.  | 17 de septiembre de 2023 | Osaka           | Dura          | Anna-Lena Friedsam | Anna Kalinskaya Yulia Putintseva     | 7-6(3), 6-3         |

#### Finalista (11)
| N.º | Fecha                    | Torneos     | Superficie            | Pareja              | Oponentes en la final                 | Resultado         |
| --- | ------------------------ | ----------- | --------------------- | ------------------- | ------------------------------------- | ----------------- |
| 1.  | 17 de septiembre de 2011 | Taskent     | Dura                  | Lyudmyla Kichenok   | Eleni Daniilidou Vitalia Diachenko    | 4-6, 3-6          |
| 2.  | 4 de enero de 2014       | Shenzhen    | Dura                  | Lyudmyla Kichenok   | Monica Niculescu Klára Zakopalová     | 3-6, 4-6          |
| 3.  | 23 de mayo de 2015       | Estrasburgo | Tierra batida         | Saisai Zheng        | Chia-Jung Chuang Chen Liang           | 6-4, 4-6, [10-12] |
| 4.  | 9 de abril de 2017       | Monterrey   | Dura                  | Dalila Jakupović    | Nao Hibino Alicja Rosolska            | 2-6, 6-7(4)       |
| 5.  | 26 de mayo de 2018       | Estrasburgo | Tierra batida         | Anastasia Rodionova | Mihaela Buzărnescu Ioana Raluca Olaru | 5-7, 5-7          |
| 6.  | 5 de agosto de 2018      | San José    | Dura                  | Lyudmyla Kichenok   | Yung-Jan Chan Květa Peschke           | 4-6, 1-6          |
| 7.  | 26 de junio de 2021      | Bad Homburg | Hierba                | Ioana Raluca Olaru  | Darija Jurak Andreja Klepač           | 3-6, 1-6          |
| 8.  | 23 de octubre de 2021    | Moscú       | Dura (i)              | Ioana Raluca Olaru  | Jeļena Ostapenko Kateřina Siniaková   | 2-6, 6-4, [8-10]  |
| 9.  | 12 de febrero de 2023    | Linz        | Dura (i)              | Anna-Lena Friedsam  | Natela Dzalamidze Viktória Kužmová    | 6-4, 5-7, [10-12] |
| 10. | 7 de abril de 2024       | Charleston  | Tierra batida (verde) | Liudmila Kichenok   | Ashlyn Krueger Sloane Stephens        | 6-1, 3-6, [7-10]  |
| 11. | 2 de febrero de 2025     | Linz        | Dura (i)              | Liudmila Kichenok   | Tímea Babos Luisa Stefani             | 6-3, 5-7, [4-10]  |